# Latrunculia cratera
Latrunculia cratera är en svampdjursart som beskrevs av du Bocage 1869. Latrunculia cratera ingår i släktet Latrunculia och familjen Latrunculiidae.
Artens utbredningsområde är havet utanför Kap Verde. Inga underarter finns listade i Catalogue of Life.